# Suasa
 (avril 2024).
Si vous disposez d'ouvrages ou d'articles de référence ou si vous connaissez des sites web de qualité traitant du thème abordé ici, merci de compléter l'article en donnant les références utiles à sa vérifiabilité et en les liant à la section « Notes et références ».

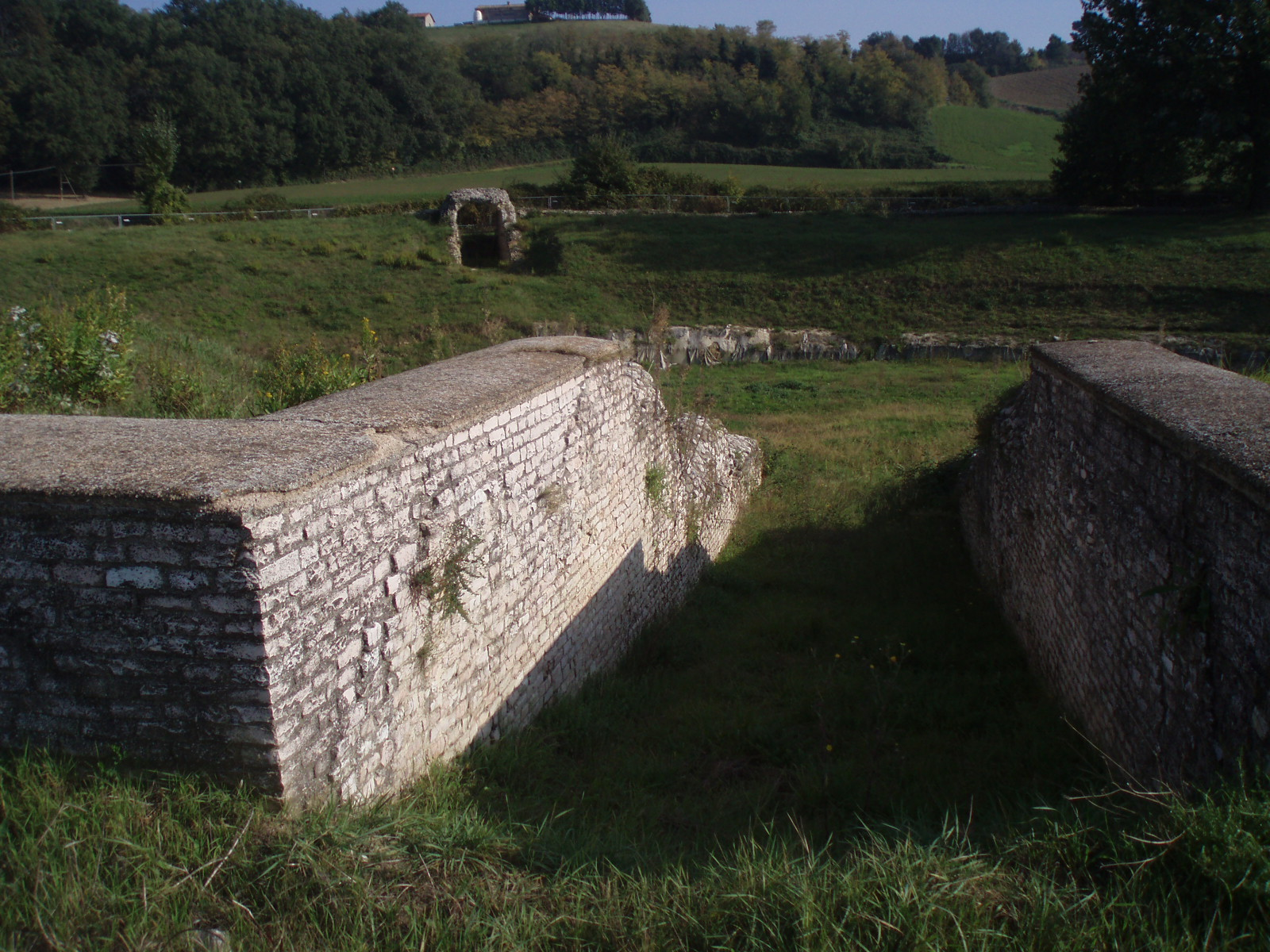
Vue partielle des ruines de l'amphithéâtre.

Suasa est une cité romaine antique de la région des Marches, en Italie centrale. Elle se trouve dans la province d'Ancône, sur la rive droite du fleuve Cesano, sur le territoire de l'actuelle commune de Castelleone di Suasa.

## Histoire
Suasa est une colonie romaine fondée en -232 sur l'ager gallicus, après l'annexion de ce territoire pris aux Gaulois sénons, vaincus à la bataille de Sentinum en -295. Suasa est l'unique colonie implantée sur le cours du Censo, à environ 30 km de l'embouchure de la rivière. Elle est traversée par une branche annexe de la via Flaminia et par la via Salaria Gallica.
D’abord simple préfecture administrée par un représentant de Rome, Suasa obtient au Ier siècle av. J.-C. le rang de municipe, qui lui donne une plus grande autonomie administrative. Durant le Ier siècle, la cité se dote d’édifices publics monumentaux : forum, théâtre et amphithéâtre. Pline l'Ancien la cite dans son énumération des cités d'Ombrie et de l'ager gallicus. Elle décline lentement au cours du IIIe siècle, subissant la crise économique et démographique qui touche l’Italie.
En 409, Alaric Ier qui marche sur Rome traverse Suasa. Au VIe siècle, après la guerre entre les Byzantins et les Ostrogoths, la ville qui est située dans une vallée mal défendable est abandonnée par ses habitants.

## Redécouverte
Des fouilles archéologiques du site sont menées à partir de 1987 par l’Université de Bologne. Elles ont permis de dégager les principales voies de circulation et les principaux monuments ainsi que des maisons, dont une de l’époque de la fin de la république et une riche demeure sénatoriale, la domus des Coiedii, et la nécropole. Ces vestiges restaurés forment le parc archéologique de Suasa.

## Parc archéologique de Suasa

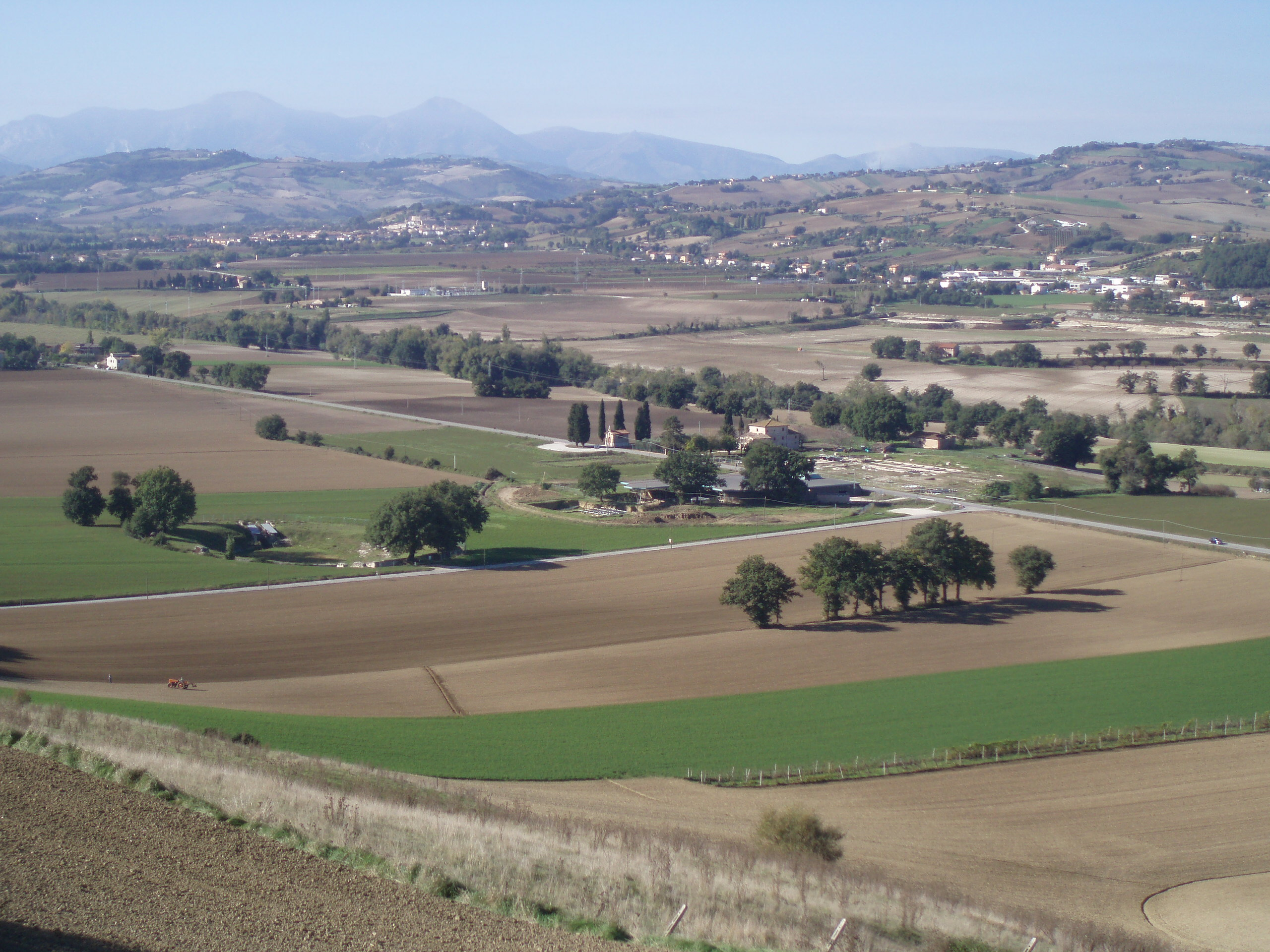
Le site vu depuis la Croce del Termine.

### Histoire
Les premières fouilles du site remontent au milieu du XIXe siècle, à l'occasion de travaux à caractère public, puis, elles reprennent dans les années 1950, sous la direction de Gello Giorgi qui commença à recueillir  des objets provenant de la cité romaine de Suasa, formant le premier noyau de la collection de l'actuel musée de San Lorenzo in Campo (it). En 1987, le département d'archéologie de l'université de Bologne, en collaboration avec la Soprintendenza per i beni archeologici delle Marche,  engage un programme de fouilles qui permet de mettre au jour l'ancienne route dallée de basalte, le forum, deux aires funéraires, l'amphithéâtre, la Domus reppublicana et surtout la Domus des Coiedii, riche habitation patricienne. 
Le bilan des découvertes fut plus qu'encourageant et les autorités décidèrent d'élaborer un projet pour la constitution d'un parc archéologique. En 1988, l'exploration  de la cité romaine dans son ensemble devient possible grâce à l'acquisition, par la commune, de plusieurs terrains proche du site.
En 2000, le projet se concrétisa avec l'inauguration du  parc archéologique de Suasa. D'une superficie d'environ 90 km2,[réf. souhaitée] sa gestion est confiée au Consorzio Città Romana di Suasa.

### Le site
Actuellement, la visite du site permet de découvrir  la domus dei Coiedii, qui atteignit sa splendeur maximum au IIe siècle. Les mosaïques retrouvées à l'intérieur - constituant le complexe unitaire le plus important des Marches -  présentent un parterre marmoréen réalisé avec plus de quinze types différents de pierre. La visite se poursuit au forum aménagé d'un parcours explicatif provisoire et se termine à l'amphithéâtre. Celle de la domus repubblicana n'est pas encore ouverte au public.
De nombreux vestiges  retrouvés lors des chantiers de fouilles sont rassemblés dans quatre salles thématiques de l'ancien palazzo Della Rovere de Castelleone di Suasa transformé en musée archéologique de la ville romaine de Suasa (it).

## Sources
- (it) Cet article est partiellement ou en totalité issu de l’article de Wikipédia en italien intitulé « Suasa » (voir la liste des auteurs). dans sa version du 27 février 2011.

- Cet article est partiellement ou en totalité issu de l'article intitulé « Parc archéologique de Suasa » (voir la liste des auteurs).

### Articles liés
- Domus des Coiedii
- Amphithéâtre de Castelleone di Suasa